# Cmentarz prawosławny w Brodzicy
Cmentarz prawosławny w Brodzicy – nekropolia prawosławna w Brodzicy, utworzona na potrzeby miejscowej ludności unickiej w XIX w., użytkowana do końca II wojny światowej.

## Historia i opis
Data powstania cmentarza nie jest znana. Najprawdopodobniej powstał jeszcze na potrzeby miejscowej ludności unickiej, a następnie stał się cmentarzem prawosławnym wskutek likwidacji unickiej diecezji chełmskiej w 1875. Od 1815 na terenie nekropolii znajdowała się unicka, następnie prawosławna cerkiew, od 1889 do 1915 posiadająca status parafialnej, a zniszczona w 1938 podczas akcji polonizacyjno-rewindykacyjnej. Cmentarz był użytkowany przez miejscową ludność prawosławną do końca II wojny światowej i wysiedlenia prawosławnych Ukraińców. Najstarszy zachowany nagrobek pochodzi z 1875. Po wojnie wraz z wysiedleniami, cmentarz został porzucony.
Na początku lat 90. XX wieku na terenie nekropolii znajdowały się jeden kompletny, stojący nagrobek oraz fragmenty sześciu rozbitych kamiennych nagrobków. Na cmentarzu rosną lipy, a także samosiewy wiązu i wierzby, krzewy śnieguliczki, tarniny i parczeliny.